# Grüner Ishockey
Le Grüner IL est un club de hockey sur glace d'Oslo en Norvège. Il évolue en 1. divisjon, le second échelon norvégien.

## Historique
Le club a été créé en 1914.

## Palmarès
- Aucun titre.